# Matti Y. Joensuu

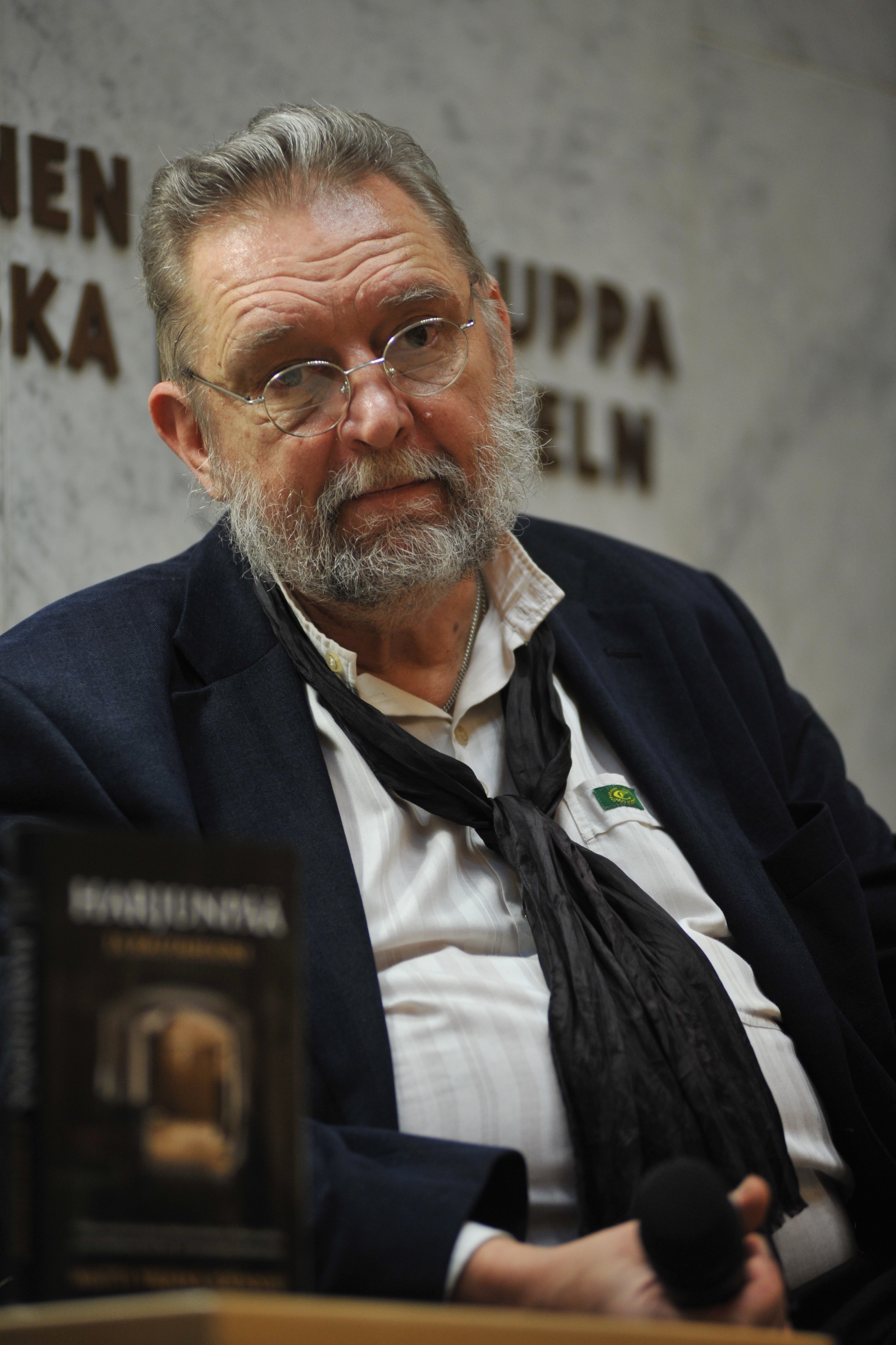
Matti Yrjänä Joensuu 2010.

Matti Yrjänä Joensuu (* 31. Oktober 1948 in Helsinki; † 4. Dezember 2011 in Valkeakoski) war ein finnischer Schriftsteller und Journalist.

## Leben
Seine Ausbildung erhielt Joensuu bei der Polizei. Er arbeitete später bei der Kriminalpolizei in Helsinki (Abteilung Gewaltverbrechen). Nach einer journalistischen Phase kehrte er in den Polizeidienst zurück; dort war er bis 2006 tätig.
Als Krimi-Autor machte er sich bald einen Namen, denn seine Romane trugen eindeutig seine unverwechselbare Handschrift. Sein Ermittler war Kommissar Timo Juhani Harjunpää.
Im Jahr 1982 erhielt er den finnischen Staatspreis für Literatur. Er erhielt den Preis der finnischen Krimigesellschaft und mehrmals den Preis der Schwedischen Kriminalakademie.
Seine Werke wurden in mehrere Sprachen übersetzt. Auch in Deutschland sind einige Romane erschienen. Plötzlich und unerwartet starb Joensuu 2011. Die Übersetzung seines letzten Romans ins Deutsche hat Joensuu nicht mehr erlebt.
Einige Bücher von Joensuu wurden verfilmt.

## Werke in Deutsch
- Der Pyromane, 1978
- Der Sohn des Polizisten, 1983
- Der einsame Mörder, 1985
- Blinder Neid, 1986
- Hunger nach Liebe, 1993
- Das Taubenritual, 2003
- Die eiserne Zelle, 2012